# ساسم
الساسم أو السرسوع  أو الساسم الشائع (الاسم العلمي: Dalbergia sissoo) هو نوع من النباتات يتبع جنس الساسم من الفصيلة البقولية. يكثر في الهند وجنوب إيران.

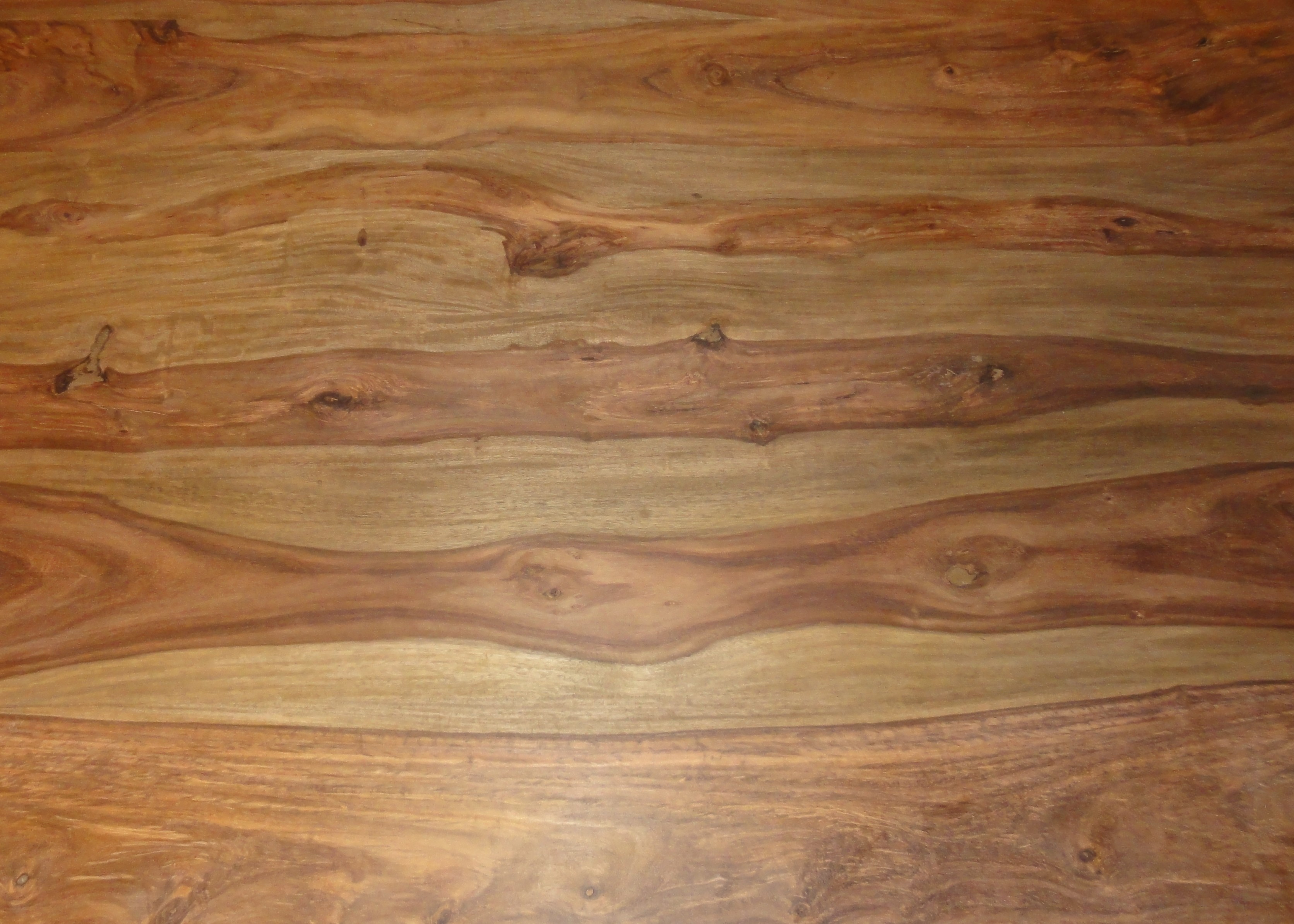
خشب الساسم